# Besleria vestita
Besleria vestita är en tvåhjärtbladig växtart som beskrevs av Karl Fritsch. Besleria vestita ingår i släktet Besleria och familjen Gesneriaceae. Inga underarter finns listade i Catalogue of Life.